# Giulia Leonardi
Giulia Leonardi (Cesena, 1º dicembre 1987) è una pallavolista italiana, libero dell'AGIL.

## Carriera
Giulia Leonardi inizia la carriera pallavolistica nel 2003, nella squadra della sua città, il Volley Club Cesena, in Serie D, con la quale resta per due stagioni. Nel 2005 sbarca in Serie C tra le file del Volley Sant'Egidio per poi far ritorno nella stagione successiva a Cesena.
Nella stagione 2007-08 viene ingaggiata dal Volley 2002 Forlì in Serie A1, disputando il suo primo campionato nella massima serie, anche se come riserva. Nella stagione 2008-09 gioca per la Pallavolo Cesena, ancora come riserva, con la quale conquista la salvezza. Ad inizio stagione 2009-10 la squadra però non si iscrive al campionato, cedendo il titolo alla Robur Tiboni Urbino Volley e di conseguenza Leonardi gioca per la squadra marchigiana, questa volta come titolare. Nella stagione 2010-11 vince il suo primo trofeo, ossia la Coppa CEV; al termine del campionato ottiene le prime convocazioni in nazionale, con la quale disputa il campionato europeo.
Nella stagione 2011-12 viene ingaggiata dalla Futura Volley Busto Arsizio, club con il quale resta per tre annate, aggiudicandosi la Coppa Italia, la Coppa CEV e lo scudetto, mentre in quella successiva vince la Supercoppa italiana.
Per il campionato 2015-16 veste la maglia del River Volley di Piacenza, dove resta per tre annate, per poi ritornare nella stagione 2018-19 al club di Busto Arsizio, rinominato UYBA, sempre in Serie A1, con cui conquista la Coppa CEV 2018-19: al termine del campionato 2020-21 annuncia l'intenzione di ritirarsi per una stagione. Ritorna in campo per la stagione 2023-24 difendendo i colori del Firenze, in Serie A1, categoria nella quale milita anche nell'annata 2025-26 con l'AGIL.

## Palmarès

### Club
- Campionato italiano: 1

2011-12
- Coppa Italia: 1

2011-12
- Supercoppa italiana: 1

2012
- Coppa CEV: 3

2009-10, 2011-12, 2018-19